# Lancer du marteau féminin aux Jeux olympiques d'été de 2020
Pour des articles plus généraux, voir Athlétisme aux Jeux olympiques d'été de 2020 et Lancer du marteau aux Jeux olympiques.
Navigation
Rio 2016 Paris 2024
L'épreuve du lancer du marteau féminin aux Jeux olympiques de 2020 se déroule les 1er et 3 août 2021 au Stade olympique national de Tokyo, au Japon.

## Records
Avant cette compétition, les records dans cette discipline étaient les suivants : 
| Record du monde  | Anita Włodarczyk (POL) | 82,98 m | Varsovie       | 28 août 2016 |
| Record olympique | Anita Włodarczyk (POL) | 82,29 m | Rio de Janeiro | 15 août 2016 |

## Résultats

### Finale
| Rang               | Athlète             | Pays             | Essais | Essais | Essais | Essais | Essais | Essais | Marque | Notes |
| Rang               | Athlète             | Pays             | 1      | 2      | 3      | 4      | 5      | 6      | Marque | Notes |
| ------------------ | ------------------- | ---------------- | ------ | ------ | ------ | ------ | ------ | ------ | ------ | ----- |
| Médaille d'or      | Anita Włodarczyk    | Pologne          | x      | 76,01  | 77,44  | 78,48  | x      | 77,02  | 78,48  | SB    |
| Médaille d'argent  | Wang Zheng          | Chine            | 73,21  | 75,30  | x      | 71,09  | x      | 77,03  | 77,03  | SB    |
| Médaille de bronze | Malwina Kopron      | Pologne          | x      | 73,09  | x      | 74,11  | 75,49  | 74,59  | 75,49  | SB    |
| 4                  | Alexandra Tavernier | France           | 73,54  | x      | 70,81  | 72,64  | x      | 74,41  | 74,41  | SB    |
| 5                  | Camryn Rogers       | Canada           | x      | 74,35  | x      | x      | 71,14  | x      | 74,35  |       |
| 6                  | Bianca Ghelber      | Roumanie         | 70,15  | x      | 74,18  | 70,32  | 71,70  | x      | 74,18  | PB    |
| 7                  | Joanna Fiodorow     | Pologne          | x      | 73,09  | 73,46  | x      | 73,83  | x      | 73,83  | SB    |
| 8                  | DeAnna Price        | États-Unis       | x      | 72,87  | x      | 72,69  | x      | 73,09  | 73,09  |       |
| 9                  | Julia Ratcliffe     | Nouvelle-Zélande | 72,61  | 72,69  | 71,79  |        |        |        | 72,69  |       |
| 10                 | Brooke Andersen     | États-Unis       | 72,16  | x      | x      |        |        |        | 72,16  |       |
| 11                 | Gwen Berry          | États-Unis       | 67,66  | x      | 71,35  |        |        |        | 71,35  |       |
| 12                 | Sara Fantini        | Italie           | 67,55  | 69,10  | 67,91  |        |        |        | 69,10  |       |

### Qualifications
Limite de qualification : 73,50 m ou les 12 meilleures performances (q).
| Rang | Groupe | Athlète             | Pays             | 1     | 2     | 3     | Marque | Notes |
| ---- | ------ | ------------------- | ---------------- | ----- | ----- | ----- | ------ | ----- |
| 1    | A      | Anita Wlodarczyk    | Pologne          | 76,99 | -     | -     | 76,99  | Q     |
| 2    | B      | Wang Zheng          | Chine            | 71,69 | 74,29 | -     | 74,29  | Q, SB |
| 3    | A      | Brooke Andersen     | États-Unis       | 71,32 | 74,00 | -     | 74,00  | Q     |
| 4    | B      | Camryn Rogers       | Canada           | 73,97 | -     | -     | 73,97  | Q     |
| 5    | A      | Alexandra Tavernier | France           | 72,34 | 73,51 | -     | 73,51  | Q     |
| 6    | A      | Julia Ratcliffe     | Nouvelle-Zélande | 73,20 | 68,89 | 70,87 | 73,20  | q     |
| 7    | B      | Gwen Berry          | États-Unis       | 68,51 | 70,28 | 73,19 | 73,19  | q     |
| 8    | B      | Malwina Kopron      | Pologne          | 73,06 | x     | x     | 73,06  | q     |
| 9    | B      | DeAnna Price        | États-Unis       | 71,03 | 72,55 | x     | 72,55  | q     |
| 10   | B      | Joanna Fiodorow     | Pologne          | 72,32 | x     | x     | 72,32  | q     |
| 11   | B      | Bianca Ghelber      | Roumanie         | 69,78 | 70,80 | 71,72 | 71,72  | q     |
| 12   | A      | Sara Fantini        | Italie           | 71,68 | 69,26 | 69,27 | 71,68  | q     |
| 13   | A      | Hanna Malyshchyk    | Biélorussie      | 70,80 | x     | x     | 70,80  |       |
| 14   | B      | Silja Kosonen       | Finlande         | 69,01 | 69,59 | 70,49 | 70,49  |       |
| 15   | A      | Na Luo              | Chine            | 69,86 | 69,62 | x     | 69,86  |       |
| 16   | A      | Hanna Skydan        | Azerbaïdjan      | 67,93 | x     | 69,57 | 69,57  |       |
| 17   | A      | Zalina Petrivskaya  | Moldavie         | 69,29 | x     | 67,86 | 69,29  |       |
| 18   | A      | Stamatia Scarvelis  | Grèce            | 68,70 | 69,01 | x     | 69,01  |       |
| 19   | A      | Jillian Weir        | Canada           | 68,55 | x     | 68,68 | 68,68  |       |
| 20   | B      | Laura Igaune        | Lettonie         | 68,35 | 68,53 | 66,89 | 68,53  |       |
| 21   | B      | Iryna Klymets       | Ukraine          | 66,63 | x     | 68,29 | 68,29  |       |
| 22   | B      | Rosa Rodriguez      | Venezuela        | x     | 67,25 | 68,23 | 68,23  |       |
| 23   | B      | Lauren Bruce        | Nouvelle-Zélande | 67,71 | 66,01 | 66,15 | 67,71  |       |
| 24   | B      | Samantha Borutta    | Allemagne        | 57,00 | 67,38 | 66,47 | 67,38  |       |
| 25   | B      | Martina Hrasnova    | Slovaquie        | 66,63 | x     | 66,55 | 66,63  |       |
| 26   | A      | Reka Gyuratz        | Hongrie          | x     | x     | 66,48 | 66,48  |       |
| 27   | A      | Tugce Sahutoglu     | Turquie          | 64,23 | 66,06 | 65,66 | 66,06  |       |
| 28   | B      | Nastassia Maslava   | Biélorussie      | 60,52 | x     | 65,15 | 65,15  |       |
| 29   | A      | Laura Redondo Mora  | Espagne          | x     | x     | 62,42 | 62,42  |       |
| 30   | A      | Iryna Novozhylova   | Ukraine          | x     | 58,77 | 59,85 | 59,85  |       |
| -    | A      | Krista Tervo        | Finlande         | x     | x     | x     | —      | NM    |

## Légende
Records et Performances
- AR : Record continental (area record)
- CR : Record des championnats (championship record)
- MR : Record du meeting (meet record)
- NR : Record national (national record)
- OR : Record olympique (olympic record)
- PR : Record paralympique (paralympic record)
- PB : Record personnel (personal best)
- SB : Meilleure performance personnelle de la saison (season's best)
- WL : Meilleure performance mondiale de l'année (world leader)
- WJR : Record du monde junior (world junior record)
- WR : Record du monde (world record)

Circonstances et Conditions
- DNF : N'a pas terminé (did not finish)
- DNS : N'a pas pris le départ (did not start)
- DQ : Disqualification (disqualification)
- NM : Aucun essai valable enregistré (No Mark)
- Q : Qualifié « directement » au prochain tour (ou à la prochaine compétition), lors d'une compétition majeure, grâce au classement ou à la réalisation des minima (automatic qualifier)
- q : Qualifié au prochain tour (ou à la prochaine compétition), lors d'une compétition majeure, grâce au repêchage ou à la réalisation de l'une des meilleures performances parmi celles des « non qualifiés directement » (grâce au meilleur temps ou à la meilleure distance par exemple) (secondary qualifier)